# العائلة السعيدة
العائلة السعيدة هي شركة أغذية عضوية وطعام للأطفال الصغار في الولايات المتحدة. وقد أحتلت المرتبة الثانية في قائمة مجلة الشركة لعام 2011 التي تضم 500 من أسرع الشركات نموًا في فئة الصناعات الغذائية.

## تاريخ الشركة
العائلة السعيدة، والمعروفة أيضًا باسم الطفل السعيد، هي شركة أغذية عضوية\ طعام للأطفال الصغار تقع في مدينه نيويورك. تأسست في عام 2003، من قِبَل «شاذي فيسرام» الرئيس التنفيذي للشركة حاليًا. في عام 2005، أنضمت «جيسكا رولف» إلى منصب المدير التنفيذي والشريك المؤسس، أطلقت الشركة أول منتجاتها في يوم عيد الأم عام 2006، وهي عباره عن مجموعة من وجبات الأطفال العضوية الطازجة المجمدة التي تباع من خلال سلسلة متاجر بقالة في نيويورك.
بحلول عام 2010، نمت العائلة السعيدة إلى أكثر من 13 مليون دولار في قيمة المبيعات وكانت تحتل المرتبة 68 في قائمة مجلة الشركات الأسرع نموًا، مع نمو ثلاث سنوات لأكثر من 3000%، بحلول نهاية عام 2012، وظفت الشركة أكثر من 70 شخصًا، وكانت منتجاتها متوفرة في أكثر من 14000 متجرًا و30 بلدًا.
قامت الشركة بتأمين 30 مليون دولار من الديون وتمويل الأسهم من مستثمرين القطاع الخاص من خلال عدد من جولات التمويل بدلًا من بيع الأسهم الخاصة أو مجموعات رأس المال الأستثماري. كانت الشركة مملوكة ومدارة بشكل كامل من قِبَل الأمهات حتى مايو2013، عندما اشترت دانون جروبي 92% من حصة الشركة مع كلًا من فيسرام ورولف كشركاء مالكين حاليين.

## قيادة الشركة
لا تزال العائلة السعيدة مقادة من قِبَل المؤسس والرئيس التنفيذي شاذي فيسرام والمدرير التنفيذي والشريك المؤسس جيسكا رولوف. طورت فيسرام الفكرة كطالبه درسات عليا في كلية كولومبيا لإدارة الاعمال حيث درست سوق طعام وتغذية الأطفال. وبدأت في بناء الشركة أثناء دراستها في كلية إدارة الأعمال. رولوف تخرجت من كلية كورنيل لإدارة الأعمال، وحصلت على مهنه سابقة في جامعة فوود للأغذية في أبحاثه التحق بشاتي في عام 2005. تعمل إيمي مارو، MPH ,RD, CDN ومساهم في الطفل السعيد كمستشار التغذية في الشركة.